# Archimantis vittata
Archimantis vittata är en bönsyrseart som beskrevs av Milledge 1997. Archimantis vittata ingår i släktet Archimantis och familjen Mantidae. Inga underarter finns listade i Catalogue of Life.